# Christine Kerdellant
Christine Kerdellant, née en 1960 à Valognes (Manche), est une journaliste et écrivaine française.

## Biographie
Après une scolarité à Valognes jusqu'au baccalauréat, elle prépare une licence en sciences économiques à l'université de Caen puis intègre HEC plutôt que Sciences-Po Paris dont elle a réussi également le concours d'entrée.
Embauchée par le Sernam comme directrice d'agences à Laval, Boulogne-sur-Mer puis Dijon, elle est la première femme responsable d'une succursale régionale du Sernam.
Tentée par le journalisme depuis sa jeunesse, elle entre à Jeune Afrique en 1987 et écrit dans plusieurs titres de la presse économique avant d'entrer à L'Entreprise comme rédactrice en chef adjointe en 1992, rédactrice en chef en 1994, puis directrice de la rédaction en 1995. Elle est cofondatrice de Arts Magazine et de Newbiz en 2000. Entre 2001 et 2003, elle est directrice de la rédaction du Figaro Magazine. En 2007, elle est nommée par Christophe Barbier directrice adjointe de la rédaction de L'Express, poste qu'elle occupera pendant dix ans. À partir de 2009, elle devient, en parallèle, directrice de la rédaction de L'Expansion. De 2016 à 2021, elle est directrice de la rédaction de L'Usine nouvelle (ainsi que de L'Usine digitale, Industrie et Technologies, Bip et Enerpresse). Depuis le 1er décembre 2021, elle est rédactrice en chef des pages Idées du journal Les Échos et du site lesechos.fr.
Elle écrit des romans et des essais. En 2016, elle reçoit le prix littéraire du Cotentin au premier tour et à l'unanimité pour sa biographie romancée d'Alexis de Tocqueville. Elle a également reçu le prix Montesquieu en 2017. Son ouvrage sur Google, paru en 2017, est jugé comme un « livre coup de poing » par Les Échos et son titre, Dans la Google du loup, donne, selon L'Express « le ton de ce réquisitoire ».
Son livre La vraie vie de Gustave Eiffel publié en mai 2021 alimente une polémique avec le film de Martin Bourboulon Eiffel présenté à Angoulême en août 2021 et qui prétend que Gustave Eiffel aurait créé la Tour Eiffel par amour pour son ancienne fiancée Adrienne Bourgès,.
Elle fait partie du conseil fondateur du Women’s Forum, aux côtés d'Aude de Thuin, Véronique Morali et Mercedes Erra.
Elle intervient régulièrement dans l'émission C dans l'air sur France 5 et dans le 28 minutes d'Arte.
Elle garde des attaches à Valognes et à Fermanville, plus particulièrement à l'anse de la Mondrée,.
Elle a un fils, Pierre-Alexandre, né en 1997.

## Sources
- Cet article est partiellement issu de l’article de Wikimanche intitulé Christine Kerdellant du 30 juillet 2011.